# Saint-Germain-de-Clairefeuille

Saint-Germain-de-Clairefeuille este o comună în departamentul Orne, Franța. În 1 ianuarie 2022 avea o populație de 132 de locuitori.